# 安田城 (越後国刈羽郡)
安田城（やすだじょう）は、新潟県柏崎市（かつての越後国刈羽郡）にあった日本の城。
築城年は不明だが、歴代の城主である安田氏が北条（きたじょう）の北条家から分家独立し鵜川庄安田城に移っている事から、安田氏初代当主の安田憲朝が築城したと思われるが、憲朝の父の道幸が安田条の地頭職を憲朝に移譲した記録（安田文書）もある為、憲朝以前に城ないし館が有った可能性もある。
室町期、越後は守護である上杉氏と守護代の長尾氏の争いを始めとし、数多くの内乱が起きているが、上条の乱のごく一部の時期を除いてはこの城は常に長尾家側に組しており、天文23年（1554年）の北条高広の謀反をいち早く長尾景虎に伝えたのはこの城の城主安田景元である。
ただし、景元は安田氏の本家に近い庶流からの入嗣であったとみられ、永正12年（1515年）に長尾為景から安田氏の後継者として安堵を受けているものの、安田自体は本家筋の女性が継承した。系図では実際の古文書と異なり、安田広春が継いだように記されているが、広春は北条家・安田家の庶流から上杉氏の奉行人に抜擢された人物とみられ、前述の本家筋の女性の婿として名代を務めていた可能性がある。長尾為景の尽力で景元が安田城に入城したのは天文2年（1533年）の上条勢との戦いの後である。
慶長3年（1598年）の上杉氏の会津への移封時に廃城となる。
現在は主郭部分がほぼ原形の地形のまま児童公園となっており、他に堀切や土塁が残る。